# FA-skatt
FA-skatt är en beteckning som i Sverige gäller den som både bedriver näringsverksamhet och har anställningsinkomst behöver både F- och A-skattsedel, eftersom F-skatten inte får användas i en anställning. Arbetsgivaren gör då skatteavdrag och betalar arbetsgivaravgifter som vanligt. Vid sidan av detta betalar personen själv in F-skatt varje månad för att täcka skatt och egenavgifter för näringsverksamheten. När personen tar uppdrag och fakturerar i sin näringsverksamhet måste den skattskyldige som har F-skatt åberopa F-skatten skriftligen varje gång för att den ska gälla. Juridiska personer, till exempel aktiebolag och handelsbolag, kan aldrig ha FA-skatt. Endast i undantag kan Skatteverket bevilja FA-skatt för företag med delägare bosatta utomlands.